# سومايلا كوليبالي
سومايلا كوليبالي (بالفرنسية: Soumaila Coulibaly)‏ (مواليد 15 أبريل 1978 في باماكو) لاعب كرة قدم مالي دولي يجيد اللعب في خط الوسط، لعب لنادي الزمالك المصري في الفترة من 1997 وحتى عام 2000.

## روابط خارجية
- سومايلا كوليبالي على موقع الاتحاد الدولي (مؤرشف)  (الإنجليزية)
- سومايلا كوليبالي على موقع قاعدة بيانات كرة القدم.إي يو (الإنجليزية)
- سومايلا كوليبالي على موقع بيانات كرة القدم. دي إي (الألمانية)
- سومايلا كوليبالي على موقع ناشيونال فوتبول تيمز (الإنجليزية)
- سومايلا كوليبالي على موقع عالم كرة القدم.نت (الإنجليزية)
- سومايلا كوليبالي على موقع كووورة